# Lachemilla uniflora
Lachemilla uniflora är en rosväxtart som beskrevs av Bassett Maguire. Lachemilla uniflora ingår i släktet Lachemilla och familjen rosväxter. Inga underarter finns listade i Catalogue of Life.